# 維斯特科堡

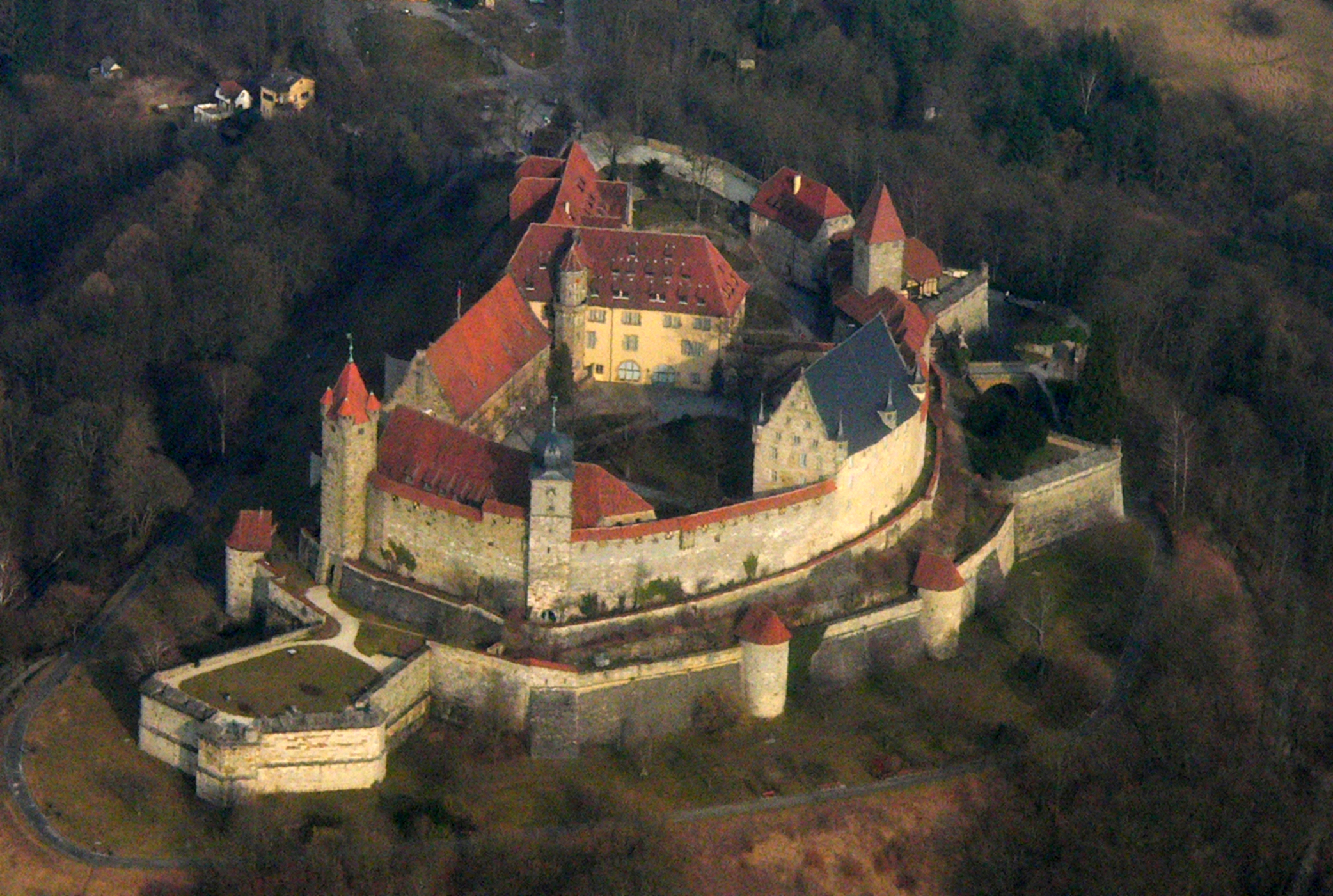

維斯特科堡（Veste Coburg）是德國巴伐利亞州的城堡。這座城堡位於上法蘭克尼亞行政區城市科堡的一座小山上，是德國保存狀態最好的中世紀城堡之一。現在維斯特科堡是一座博物館，開放公眾參觀。

## 外部連結
- Museum website (German) （页面存档备份，存于）
- Technical data on Veste Coburg (German) （页面存档备份，存于）